# غروب آفتاب (رنگ)

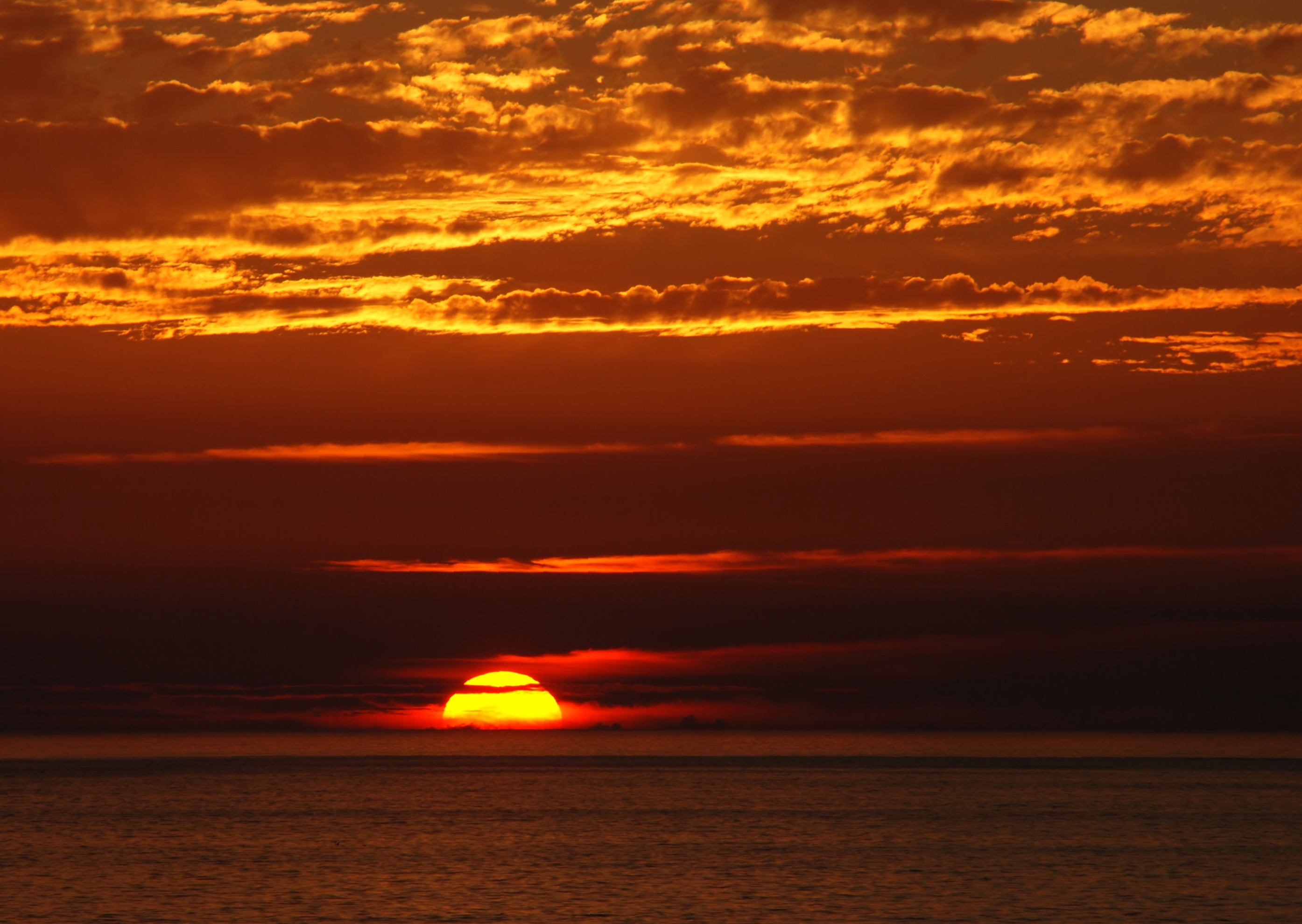
خورشید، حدود یک دقیقه پیش از غروب نجومی.

غروب آفتاب یک رنگ پریده نارنجی است. این نمایشی از رنگ متوسط ابرها است که نور خورشید در زمان غروب خورشید از آنها منعکس می‌شود.
نخستین استفاده ثبت‌شده از غروب آفتاب به عنوان نام یک رنگ در انگلیسی در سال ۱۹۱۶ بود.